# Schansspringen op de Olympische Winterspelen 1980

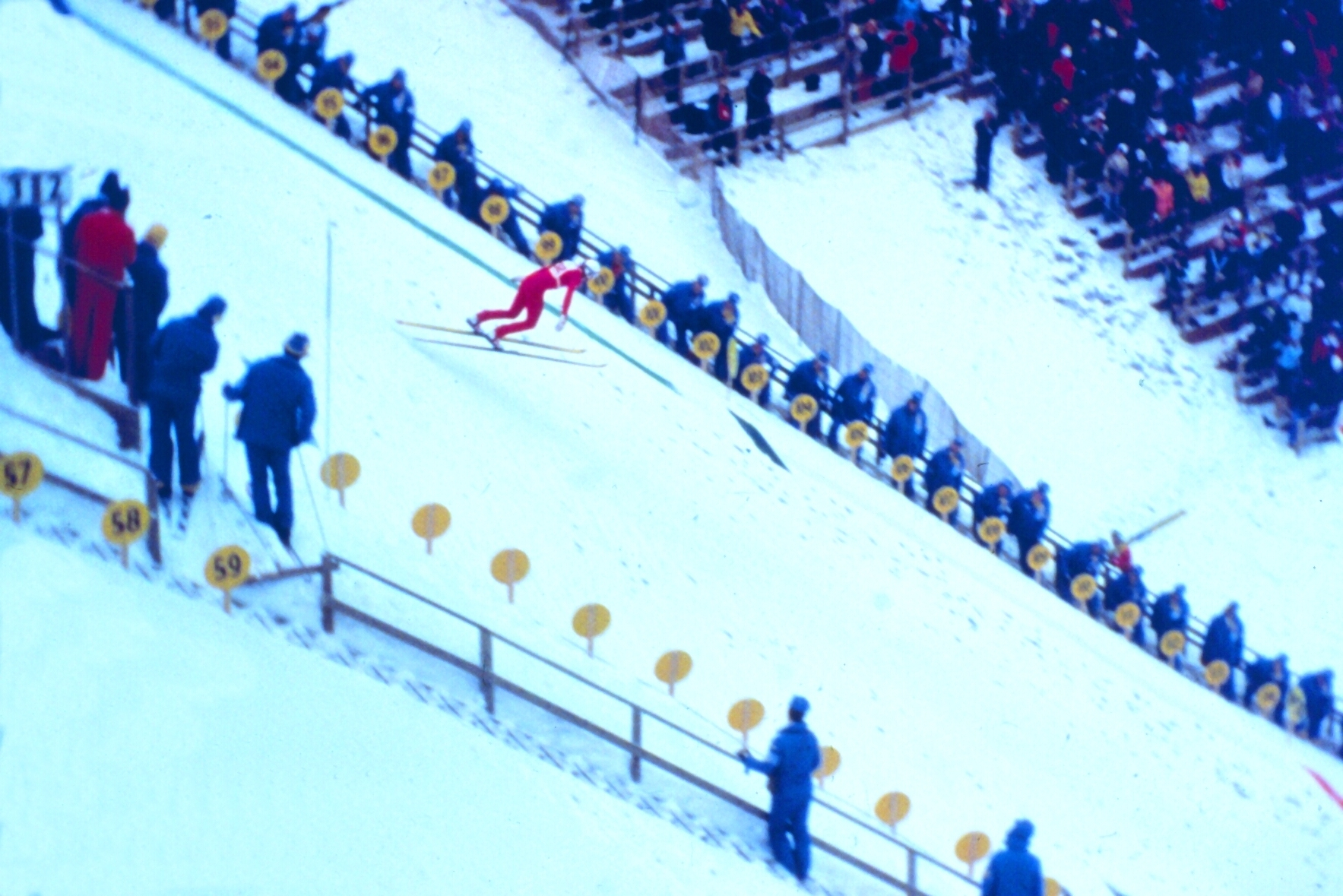
Schansspringen op de Olympische Winterspelen 1980

Schansspringen is een van de sporten die beoefend werden tijdens de Olympische Winterspelen 1980 in Lake Placid.

## Heren

### Normale schans 70 m
| rang   | sporter(s)       | land | sprong 1 (m) | sprong 2 (m) | totaal (ptn) |
| ------ | ---------------- | ---- | ------------ | ------------ | ------------ |
| Goud   | Anton Innauer    | AUT  | 89.0         | 90.0         | 266.3        |
| Zilver | Manfred Deckert  | GDR  | 85.0         | 88.0         | 249.2        |
| Zilver | Hirokazu Yagi    | JPN  | 87.0         | 83.5         | 249.2        |
| 4      | Masahiro Akimoto | JPN  | 83.5         | 87.5         | 248.5        |
| 5      | Pentti Kokkonen  | FIN  | 86.0         | 83.5         | 247.6        |
| 6      | Hubert Neuper    | AUT  | 82.5         | 88.5         | 245.5        |
| 7      | Alfred Groyer    | AUT  | 85.5         | 83.5         | 245.3        |
| 8      | Jouko Törmänen   | FIN  | 83.0         | 85.5         | 243.5        |

### Grote schans 90 m
| rang   | sporter(s)     | land | sprong 1 (m) | sprong 2 (m) | totaal (ptn) |
| ------ | -------------- | ---- | ------------ | ------------ | ------------ |
| Goud   | Jouko Törmänen | FIN  | 114.5        | 117.0        | 271.0        |
| Zilver | Hubert Neuper  | AUT  | 113.0        | 114.5        | 262.4        |
| Brons  | Jari Puikkonen | FIN  | 110.5        | 108.5        | 248.5        |
| 4      | Anton Innauer  | AUT  | 110.0        | 107.0        | 245.7        |
| 5      | Armin Kogler   | AUT  | 110.0        | 108.0        | 245.6        |
| 6      | Roger Ruud     | NOR  | 110.0        | 109.0        | 243.0        |
| 7      | Hans-Jörg Sumi | SUI  | 117.0        | 100.0        | 242.7        |
| 8      | James Denney   | USA  | 109.0        | 104.0        | 239.1        |

## Medaillespiegel
| rang | land       | goud | zilver | brons | totaal |
| ---- | ---------- | ---- | ------ | ----- | ------ |
| 1    | Oostenrijk | 1    | 1      | 0     | 2      |
| 2    | Finland    | 1    | 0      | 1     | 2      |
| 3    | Japan      | 0    | 1      | 0     | 1      |
| 3    | DDR        | 0    | 1      | 0     | 1      |
|      |            | 2    | 3      | 1     | 6      |